# الدوري الإسباني الدرجة الثانية 1962–63
دوري الدرجة الثانية الإسباني 1962–63 (بالإسبانية: Segunda División de España 1962-63)‏ هو موسم من دوري الدرجة الثانية الإسباني. فاز فيه نادي بونتيفيدرا.